# Tunnel des Rochers Noirs
Le tunnel des Rochers Noirs est un ancien tunnel ferroviaire situé sur la commune française de Soursac, dans le département de la Corrèze. Il est situé sur l'ancienne ligne du Transcorrézien, qui était gérée par les tramways de la Corrèze.

## Géographie
L'ouvrage est situé sur la commune de Soursac, dans la sinueuse vallée de la Luzège. Historiquement ferroviaire, puis routier, ce tunnel est désormais exclusivement accessible à pied ; le viaduc étant fermé à toute circulation. L'accès se fait par la route départementale D89 depuis Soursac.

## Caractéristiques
D'une longueur totale de 123 mètres, il a été inauguré en 1911, en même temps que le viaduc des Rochers Noirs. Le viaduc débouchant sur une rampe abrupte, il a fallu construire un tunnel côté Soursac à cause de la configuration du terrain pour rejoindre les hauteurs de la vallée.